# مسجد فاتح بور سيكري الجامع
مسجد فاتح بور سيكري الجامع هو مسجد جامع يقع في مدينة فاتح بور سيكري في ولايتي أغرة وأوتار براديش شمال الهند , أنجز اتمام المسجد في عام 1571 على يد الشيخ سالم تشيشتي, وكان أول إمام للمسجد هو حضرة شاه محمد مظهر اولاه ثم أعقبه ابنه المكرم مولوي أحمد يقود، المسجد شيد من قبل الامبراطورية المغولية ويشار إليهم بلقب شاهي الأئمة (شاهي امام) .

## العمارة

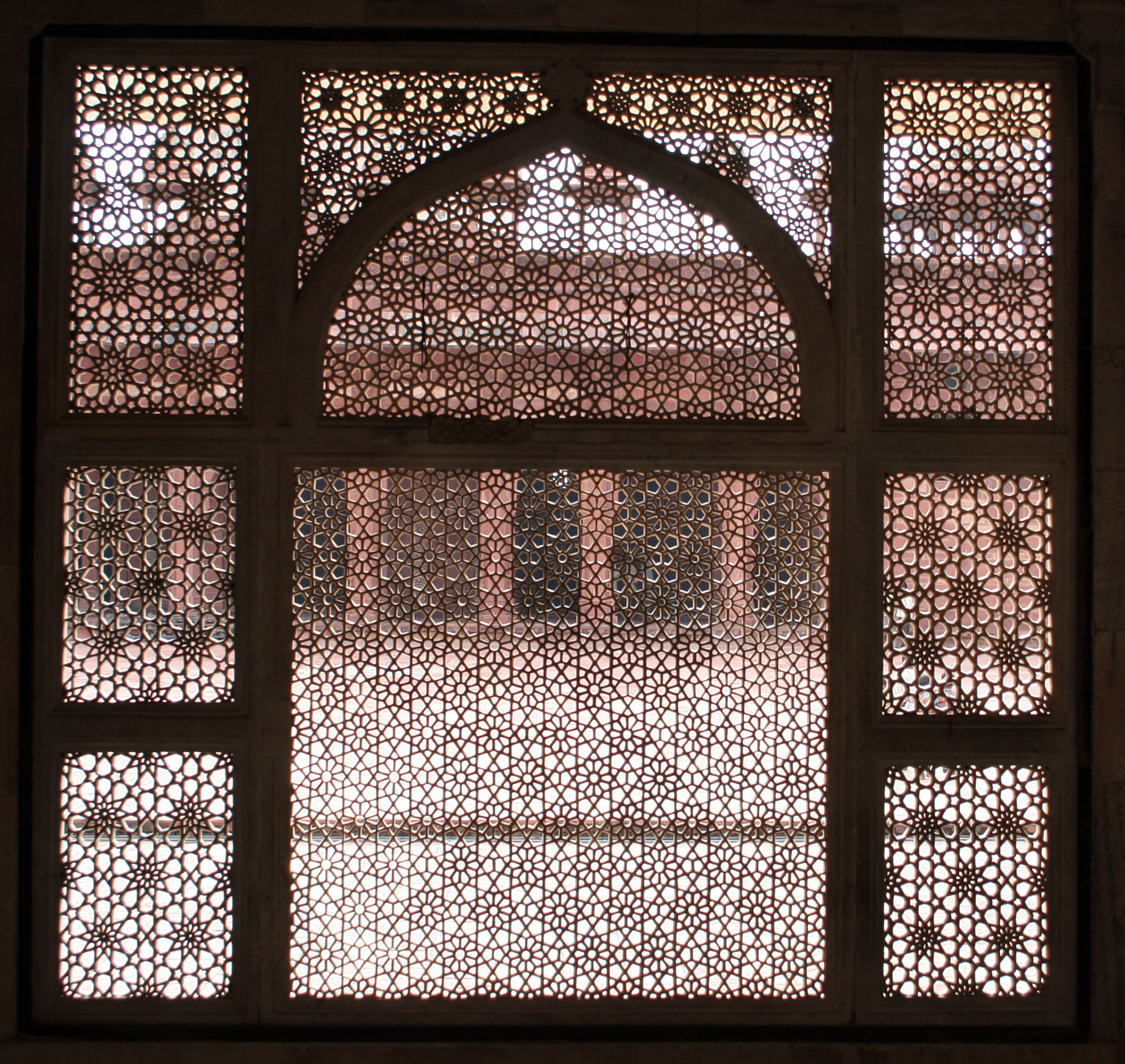
قبر سليم جشتي في فاتح بور سيكري

يتألف المسجد من صحن مستطيل الشكل مع قبة واحدة تعلوه، مع وجود قاعتين معمدة على جانبي الصحن، بالإضافة إلى اثنتين من الغرف المربعة تعلوها القباب، ويحتوي المسجد على عدة محاريب منحوتة تزين قاعة رئيسية وغرقتين صغيرة .
يمثل المسجد المرحلة الانتقالية في الفن الإسلامي، حيث تم المزج بين العناصر المعمارية المحلية مع العناصر المعمارية الفارسية، حيث يتخلل الليوان ثلاث فتحات مقوسة، والمحراب الرئيسي مزين بفسيفساء مطعمة بالأحجار الكريمة ويحدها البلاط المزجج، وللمحراب نقوش ذهبية على خلفية زرقاء، وزين الإيوان الداخلي مع اللوحات المائية التي تصور زخارف نباتية، ويحوي المسجد قبر الشيخ سالم تشيشتي .